# Halo of Flies (chanson)
Singles de Alice Cooper
Billion Dollar Babies
(1973) Teenage Lament '74
(1973)
Halo of Flies est une chanson du groupe Alice Cooper issue de l'album Killer. Halo of Flies est sorti en single via Warner Bros. Records, uniquement aux Pays-Bas. Le single est sorti à la suite d'un vote dans les années 1970 via une radio pirate néerlandaise, Veronica, désigné 8e du Top100 de tous les temps en 1973.
Le single s'est d'ailleurs classé aux Pays-Bas à la 5e position, et également dans son pays voisin, où le single a occupé la 24e place dans les chartes belges. La chanson apparait en tant que face-b sur le single Billion Dollar Babies. Jello Biafra et les Melvins ont repris le titre pour leur second album, Sieg Howdy!, et apparait en tant que première chanson.

## Personnel
- Alice Cooper - chants
- Glen Buxton - guitare solo
- Michael Bruce - guitare rythmique
- Dennis Dunaway - basse
- Neal Smith - batterie